# Sousmoulins
Sousmoulins ist eine südwestfranzösische Gemeinde mit 214 Einwohnern (Stand: 1. Januar 2022) im Département Charente-Maritime in der Region Nouvelle-Aquitaine (vor 2016 Poitou-Charentes). Sie gehört zum Arrondissement Jonzac und zum Kanton Les Trois Monts. Die Einwohner werden Sousmmoulinois genannt.

## Lage
Sousmoulins liegt im Süden der Saintonge etwa 60 Kilometer nordnordöstlich von Bordeaux. Umgeben wird Sousmoulins von den Nachbargemeinden Pommiers-Moulons im Nordwesten und Norden, Mérignac im Nordosten, Le Pin und Chatenet im Osten, Polignac im Südosten und Süden, Jussas im Südwesten sowie Montendre im Westen.

## Bevölkerungsentwicklung
| Jahr                       | 1962 | 1968 | 1975 | 1982 | 1990 | 1999 | 2006 | 2019 |
| Einwohner                  | 261  | 237  | 227  | 208  | 196  | 189  | 207  | 213  |
| Quellen: Cassini und INSEE |      |      |      |      |      |      |      |      |

## Sehenswürdigkeiten

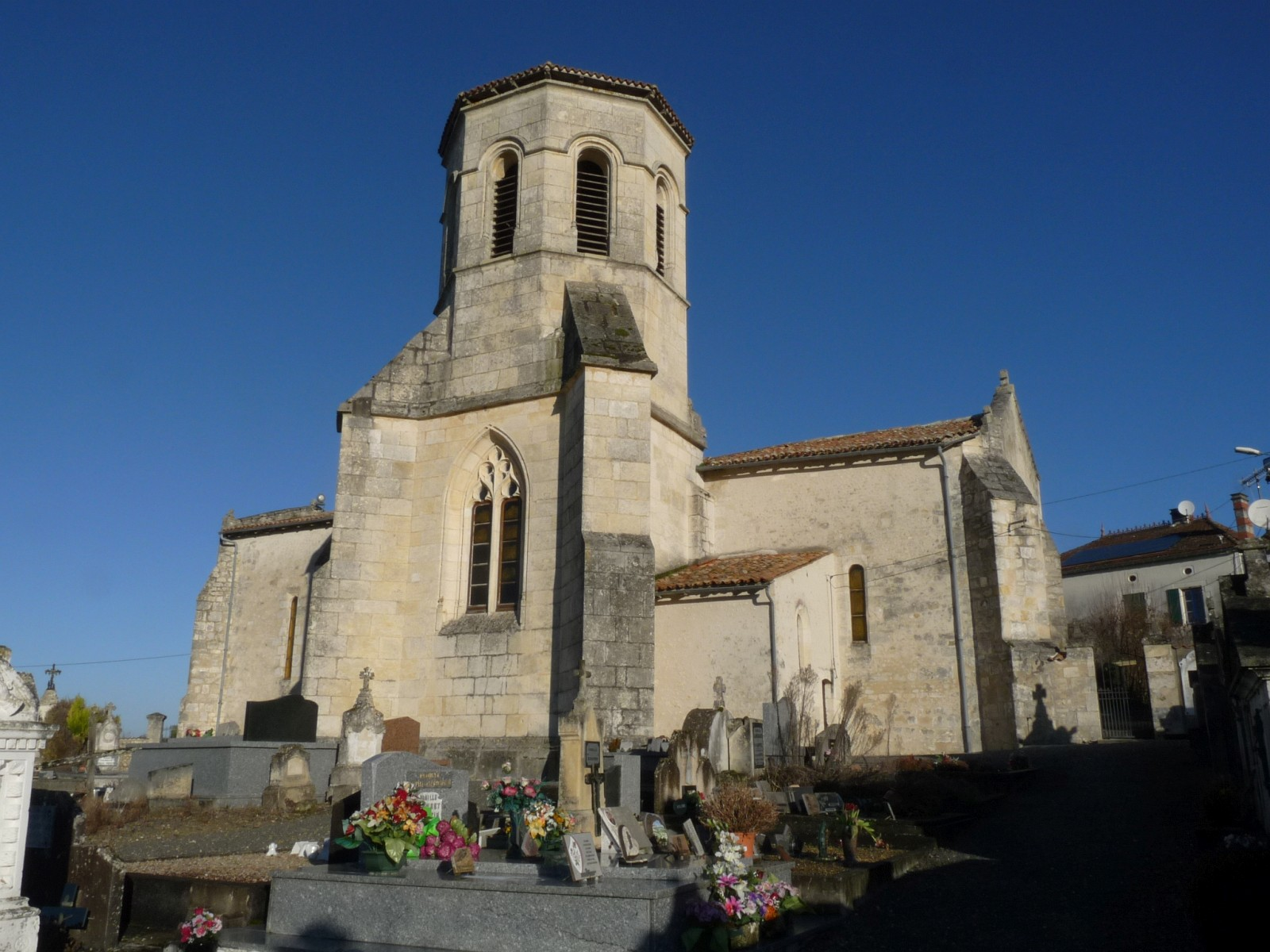
Kirche Notre-Dame

- Kirche Notre-Dame